# Harry Schell
Harry Schell (Párizs, 1921. június 29. – Silverstone, 1960. május 13.) a Formula–1 történetének első amerikai versenyzője.

## Életrajza
Párizsban született, de Franciaország német megszállása után Amerikába költözött. Szülei, Laury Schell és Lucy O'Reilly Schell szintén autóversenyzők voltak. Édesanyja számos versenyen részt vett, és a Delahaye versenyautóit is vezette. Harry az 1940-es indianapolisi 500 versenyén debütált. A második világháború, amely alatt Schell az Egyesült Államok légierejében szolgált, megszakította karrierjét, de 1945 után nem sokkal folytatta a versenyzést.
Kezdetben Formula–2 -es autókkal versenyzett, később csatlakozott a Formula–1-hez és 1950 és 1960 között 56 világbajnoki futamon vett részt. Az 1950-es Monacói Nagydíjon egy Cooper-JAP-ban való versenyzése tette őt az első pilótává, aki középmotoros versenyautót vezetett világbajnokságon. 1955-ig közepes sikerrel indult a Maserati, Gordini és a Ferrari versenyautóival. Első világbajnoki pontjait egy Wanwall típusú autóval szerezte az 1956-os Belga Nagydíjon. Az 1957-es szezonban Juan Manuel Fangio csapattársaként egy Maseratival vett részt és harmadik helyezést ért el a Pescara Grand Prix-en. Az 1958-as és 1959-es szezonban Schell a BRM gyári csapatához igazolt és az 1958-as Holland Nagydíjon a második hellyel elérte legjobb Forma 1-es eredményét.
Schell, mint korának sok más pilótája, olyan Formula–1-es versenyeken és sportautó-versenyeken vett részt, amelyek nem részei a világbajnokságnak. Schell bár nem nyert Formula–1-es futamot, számtalanszor végzett a dobogón.
Könnyed életszemlélete és playboy életmódja miatt népszerű volt  a közönség körében, a versenyzőtársai pedig a viccei miatt tartottak tőle.
1960. május 13-án, amikor egy angliai versenyen vett részt, autójával a nedves útra hajtott, és falnak csapódott. Schell azonnal meghalt, 38 éves volt.